# Шэн Цзэтянь
Шэн Цзэтя́нь (кит. упр. 盛泽田, пиньинь Shèng Zétián, род. 6 ноября 1972, Хуайбэй, Аньхой) — китайский борец греко-римского стиля, призёр Олимпийских игр.

## Биография
Шэн Цзэтянь родился в 1972 году в Хуайбэй провинции Аньхой, закончил Шанхайский институт физкультуры. В 1989 году завоевал серебряную медаль молодёжного чемпионата мира.
В 1991 и 1992 годах Шэн Цзэтянь был призёром чемпионата Азии, в 1992 году стал бронзовым призёром Олимпийских игр в Барселоне. В 1993 году Шэн Цзэтянь стал победителем чемпионата КНР и соревнований по греко-римской борьбе в рамках Спартакиады народов КНР, в 1994 году стал серебряным призёром Азиатских игр, в 1995 году вновь выиграл чемпионат КНР. В 1996 году он завоевал бронзовую медаль Олимпийских игр в Атланте, в 1997 опять стал победителем соревнований по греко-римской борьбе в рамках Спартакиады народов КНР. В 1998 году Шэн Цзэтянь выиграл серебряную медаль чемпионата мира и бронзовую медаль Азиатских игр, в 2000 — бронзовую медаль Олимпийских игр в Сиднее.